# XHYUC-FM
XHYUC-FM è una stazione radio operante in Messico con sede nella città di Mérida, nello Stato dello Yucatán. Di proprietà dell'Instituto Mexicano de la Radio, XHYUC-FM trasmette, sulla frequenza 92,9 FM e sotto il nome di "Yucatán FM", programmi musicali che propongono vecchi successi.

## Storia
XHYUC fu creata nel 1990 come "Radio Solidaridad", grazie ad un accordo tra l'IMER e il governo dello stato dello Yucatán. All'inizio la programmazione, la stazione puntava a un pubblico appartenente a diverse fasce di età, con programmi che esaltavano in particolar modo la musica sudamericana e caraibica. Tale programmazione fu utilizzata dal 1990 fino al 2002 e ancora dal 2004 al 2005. Nell'intervallo 2002-2004, XHYUC può a conquistare, sotto il nome di "Estéreo 92.9", un pubblico più giovane e, dal 2005, la stazione ha optato per trasmissioni che ripropongono vecchi successi.
XHYUC-FM trasmette in HD Radio.